# 에드미우송 두스 산투스 시우바
에드미우송 두스 산투스 시우바(Edmilson dos Santos Silva, 1982년 9월 15일 ~ ) 또는 줄여서 에드미우송은 브라질의 축구 선수이다. 현재 FC 도쿄 소속이며, 포지션은 공격수이다.

## 클럽 경력

### SE 파우메이라스
2003년 19살의 나이에 SE 파우메이라스에서 데뷔하여 그 해 세리에 B에서 12경기에 출전해 7골을 넣었고, 팀이 세리에 A로 승격하는데 공헌하였다.

### 알비렉스 니가타
2004년에 알비렉스 니가타에 임대 이적한 후 29경기에서 15골을 넣어 J리그 득점 6위에 올랐으며, 팀내 최고 득점자가 되었다. 2004년 약 3억 엔의 이적료로 완전 이적하였다. 이후 2007년까지 총 공식전 138경기에 출전하여 76골을 넣으며 팀 내 최고 에이스로 활약하였다.

### 우라와 레드 다이아몬즈
2008년에 우라와 레드 다이아몬즈로 이적하였다. 그러나 초반에 잘 적응하지 못하면서 팬들로부터 야유와 보이콧을 받기도 하였다. 그러나 결과적으로 그 해 J리그에서 11골을 넣어 팀 내 최고 득점자가 되었다. 2009 시즌 개막전에서는 벤치를 지켰고, 2 라운드 FC 도쿄 전에서 다카하라 나오히로를 대신하여 선발 출장하며 한 골을 넣고 그 이후로 주전으로 자리잡았다. 중반기에 약간의 부진이 있었지만 꾸준히 골을 넣어 공식전에서 20골을 기록하였고, J리그에서는 17골로 마에다 료이치에 이어 득점 2위에 올랐다. 에드미우송은 일본에서 뛰는 여섯 시즌 동안 매 시즌 10골 이상을 넣는 기록을 세웠다. 게다가 공격 부분 뿐만 아니라 수비시에도 큰 공헌을 해주었다. 2009년 6월 13일에는 J리그 컵 7 라운드 오미야 아르디자와의 더비 경기에서 일본에서 통산 100골을 달성하였다. 2010 시즌에도 주전으로 활약, 20 라운드 쇼난 벨마레와의 경기에서 골을 기록하며, J리그에서만 100골 득점을 기록하였고, 21 라운드에 기록한 골은 그가 일곱 시즌 연속으로 10골 이상 득점 기록을 세우게 된 골이었다.

## 기록

### 클럽
2010년 8월 21일 기준
| 클럽                   | 리그     | 시즌 | 리그 | 리그 | 국내 컵 | 국내 컵 | 리그 컵 | 리그 컵 | 대륙 대회 | 대륙 대회 | 통산 | 통산 |
| 클럽                   | 리그     | 시즌 | 출장 | 득점 | 출장    | 득점    | 출장    | 득점    | 출장      | 득점      | 출장 | 득점 |
| ---------------------- | -------- | ---- | ---- | ---- | ------- | ------- | ------- | ------- | --------- | --------- | ---- | ---- |
| SE 파우메이라스        | 세리에 A | 2001 |      |      |         |         |         |         |           |           |      |      |
| SE 파우메이라스        | 세리에 A | 2002 |      |      |         |         |         |         | -         | -         |      |      |
| SE 파우메이라스        | 세리에 B | 2003 | 12   | 7    |         |         |         |         | -         | -         |      |      |
| 알비렉스 니가타        | J리그    | 2004 | 29   | 15   | 1       | 0       | 5       | 4       | -         | -         | 35   | 19   |
| 알비렉스 니가타        | J리그    | 2005 | 33   | 18   | 1       | 0       | 6       | 4       | -         | -         | 40   | 22   |
| 알비렉스 니가타        | J리그    | 2006 | 25   | 10   | 2       | 1       | 1       | 2       | -         | -         | 28   | 13   |
| 알비렉스 니가타        | J리그    | 2007 | 29   | 19   | 1       | 0       | 5       | 3       | -         | -         | 35   | 22   |
| 우라와 레드 다이아몬즈 | J리그    | 2008 | 31   | 11   | 2       | 0       | 6       | 3       | 4         | 2         | 43   | 16   |
| 우라와 레드 다이아몬즈 | J리그    | 2009 | 33   | 17   | 1       | 0       | 7       | 3       | -         | -         | 41   | 20   |
| 우라와 레드 다이아몬즈 | J리그    | 2009 | 21   | 10   | 0       | 0       | 1       | 0       | -         | -         | 22   | 10   |
| 통산                   |          |      |      |      |         |         |         |         |           |           |      |      |

## 업적
- SE 파우메이라스
  - 브라질 세리에 B : 2003